# Sauroglossum schweinfurthianum
Sauroglossum schweinfurthianum là một loài thực vật có hoa trong họ Lan. Loài này được Garay miêu tả khoa học đầu tiên năm 1980.